# Szachbanu

Herb Szachbanu

Szachbanu (pers. شهبانو – cesarzowa) – tytuł królewski przysługujący w tym brzmieniu tylko jednej kobiecie w dziejach Persji – Farah Pahlawi, trzeciej żonie ostatniego szacha Mohammada Rezy Pahlawiego.
Przed inwazją islamską w VII wieku n.e., za czasów Sasanidów były jeszcze dwie cesarzowe – Purandocht i Azarmidocht, noszące sasanidzki tytuł bāmbishnān bāmbishn ("Królowa Królowych"), przysługujący pierwszej żonie monarchy.